# Police XI
El Botswana Police XI Sporting Club es un equipo de fútbol de Botsuana que milita y disputa partidos oficiales en la Liga Premier de Botsuana, la competición de fútbol más importante del país. Disputa los partidos en el estadio Otse y es conocido como The Jungle Kings.
El club también ha participado en otros torneos nacionales organizados por la Asociación de Fútbol de Botsuana, como la  Copa Desafío de Botsuana, la cual conquistó en una ocasión: 1983.

## Historia
Fue fundado en el año 1977, en la ciudad de Otse y es el equipo que representa a la policía de Botsuana, el cual ha salido campeón en 1 ocasión, pero ha clasificado a la Liga de Campeones de la CAF en 2 oportunidades.

## Palmarés

### Torneos nacionales
- Liga Premier de Botsuana (1): 2006.[8]
- Copa Desafió de Botsuana (1): 1983.

## Participación en competiciones de la CAF
| Temporada | Torneo                      | Ronda      | Club              | Casa | Visita | Global |
| --------- | --------------------------- | ---------- | ----------------- | ---- | ------ | ------ |
| 1999      | Copa CAF                    | 1          | Saneamento Rangol | 0-1  | 2-3    | 2-4    |
| 2006      | Liga de Campeones de la CAF | Preliminar | Enugu Rangers     | 2-2  | 0-1    | 2-3    |
| 2007      | Liga de Campeones de la CAF | Preliminar | TP Mazembe        | 2-4  | 0-3    | 2-7    |